# Fort Totten (metropolitana di Washington)
Fort Totten è una stazione della metropolitana di Washington, è una stazione della metropolitana di Washington, intersezione tra la linea rossa e le linee gialla e verde (che nella zona procedono sulla stessa tratta). È il capolinea della linea gialla, in orari non di punta.
Si trova nell'omonimo quartiere, e serve anche i vicini quartieri di Manor Park e Riggs Park.
È stata inaugurata il 3 febbraio 1978, contestualmente all'apertura del tratto Rhode Island Avenue-Silver Spring della linea rossa.
La stazione è dotata di un parcheggio da 400 posti ed è servita da autobus del sistema Metrobus (anch'esso gestito dalla WMATA).